# Калинец (Орловская область)
Калинец — деревня в Ливенском районе Орловской области России. Входит в состав Казанского сельского поселения.

## История
В 1961 году указом Президиума Верховного Совета РСФСР деревня Огрызовка переименована в Калинец.

## Население
| 2010 |
| ---- |
| 13   |

## Улицы
В деревне имеется одна улица — Овражная.